# Aretxaga
Aretxaga en basque ou Arechaga en espagnol est un hameau appartenant à la municipalité de Zuia dans la province d'Alava, situé dans la Communauté autonome basque en Espagne.